# Sant Baljit Singh
Sant Baljit Singh (27 ottobre 1962) è un filosofo esoterico indiano, maestro Spirituale della pratica Sant Mat.
Iniziato dal suo maestro Sant Thakar Singh nel 1998, ha cominciato il suo lavoro di maestro il 6 febbraio 2005. I suoi insegnamenti includono la pratica esoterica dell'ascolto della corrente dei suoni, Shabd, Nāma, o Parole della manifestazione di Dio, indirizzando i propri problemi verso una maggiore comprensione di sé stessi e della conoscenza di Dio. 